# フルート協奏曲第2番 (モーツァルト)
フルート協奏曲第2番ニ長調 K. 314(285d)は、ヴォルフガング・アマデウス・モーツァルトが1778年1月から2月頃に作曲したフルート協奏曲。

## 概要
ボン出身でオランダ東インド会社に勤務しフルートの愛好家であった裕福な医師フェルディナント・ドゥジャン（Ferdinand Nikolaus Dionisius Dejean）という人物の注文で作曲されたフルート作品の1曲であるが、この協奏曲が前年に作曲したオーボエ協奏曲を編曲したものであったため、報酬は約束の半分以下しか受け取れなかった、とされる。
オーボエ協奏曲はハ長調であるが、フルート協奏曲へ編曲する際には長2度上げてニ長調にしている。また、独奏フルートのパートには細かい変更が加えられている。
古今のフルート協奏曲の中でも、演奏会や教育の現場において頻繁に取り上げられる。

## 編成
独奏フルート、オーボエ2、ホルン2、ヴァイオリン2部、ヴィオラ、低弦（チェロ、コントラバス）

## 構成
3楽章からなる。演奏時間は約20分。
- 第1楽章 アレグロ・アペルト ニ長調 4分の4拍子 協奏風ソナタ形式
〈アペルト〉とは〈開放的な〉という意味で、はじめにヴァイオリン部が主となって提示する第1主題は、若々しく威勢のいいもので、3和音的に上へ上へと伸びてゆく。これに対し、第2主題はやはりヴァイオリン部による下降する美しい旋律である。こうして管弦楽による第1提示部を終え、独奏フルートが登場するが、ニ長調の音階を駆け上がる出だしは素晴らしい効果を生んでいる。この輝かしい出だし後のフルートのDの持続音の陰でヴァイオリン部による第1主題が、回想のように繰り返される。そのあと、フルート独奏の華やかな経過句に移って、属調のイ長で第2主題、さらにコデッタと続いてゆく。
展開部は、この時期のモーツァルトの他の協奏曲によくある短いもので、第2提示部でフルートが奏でた経過句の中の動機が主に扱われる。型通りの再現部とカデンツァ、それから短いコーダで華やかに曲を終える。
- 第2楽章 アンダンテ・マ・ノン・トロッポ ト長調 4分の3拍子 ソナタ形式
やや自由なソナタ形式。管弦楽の朗々たる序奏がまずあり、それからフルート独奏が哀愁をおびた第1主題を奏ではじめる。つぎに、属調のニ長調に転じて、フルートとヴァイオリン部の二重唱のような形で、これも哀切な第2主題が現れる。展開部は短い中間部（フルートのカデンツァ風の楽句）になっており、再現部では序奏主題と第2主題だけを再現し、それに第1主題に基づくコーダが添えられているので、全体として変則的なロンド形式と見ることもできる。
- 第3楽章 アレグロ ニ長調 4分の2拍子 変則的なソナタ形式
ロンド風ソナタ形式で、調性関係など、かなり自由なところが目につく。はじめにフルート独奏が溌溂とした第1主題を奏で、続いてオーボエとホルンに副主題が現れる。これが一段落したところで再びフルート独奏により第2主題が歌われる。
フルート独奏が主役を演じる展開部で、既出の主題の技巧的展開が行われるところは、ベートーヴェンの中期以降のロンド・フィナーレを予告しているともいえる。それが終わると再現部となり、カデンツァを経てコーダへと進み、最後にもう一度、第1主題が顔を出して華やかに曲を閉じる。